# Mathias Sauer
Mathias Sauer, né le 2 avril 2004 à Rønde (en) au Danemark, est un footballeur danois. Il évolue au poste de milieu central à l'AGF Aarhus.

## Biographie

### En club
Né à Rønde au Danemark, Mathias Sauer commence le football avec le club local du Thorsager Rønde IF avant d'être formé par l'AGF Aarhus. Il fait également un passage au Silkeborg IF dans sa formation avant de retourner à l'AGF.
Le 24 mai 2021, il fait ses débuts en professionnel avec le club d'Aarhus, lors d'une rencontre de championnat contre le FC Midtjylland. Il entre en jeu à la place d'Albert Grønbæk et son équipe est battue par quatre buts à zéro.
Sauer se fait remarquer le 2 novembre 2023 en marquant deux buts contre le Ishøj IF en coupe du Danemark. Entré en jeu à la place d'Eric Kahl, il marque ainsi ses deux premiers buts en professionnel, et contribue à la victoire de son équipe ce jour-là, par quatre buts à zéro.
Le 3 avril 2024, Mathias Sauer est prêté au FK Haugesund, en Norvège, jusqu'à la fin de la saison,soit jusqu'en décembre 2024.
Le 27 mars 2025, Mathias Sauer est de nouveau prêté par l'AGF, cette fois-ci au Egersunds IK (en) jusqu'en juin 2025, avec option d'achat.

### En sélection
Mathias Sauer représente l'équipe du Danemark des moins de 20 ans, jouant son premier match contre la Suède le 16 novembre 2023, où il entre en jeu (1-1 score final).